# حليم جرداق
حليم جرداق (1927-2020) رسام ونحات وكاتب لبناني. أحد رواد الفن المعاصر في لبنان والعالم العربي، وأحد مخضرمي حركة الستينات الفنية اللبنانية. ولد في عام 1927 بعين السنديانة. تخرج من الجامعة الأمريكية ببيروت، وانتسب للأكاديمية اللبنانية للفنون الجميلة مابين 1953-1975، تخرج منها ليلتحق بالمدرسة الوطنية العليا للفنون الجميلة بباريس، وأكاديمية (لاغراندشوميير).
كان عضو في جمعية الفنانين للرسم والنحت في بيروت منذ عام 1959. وفي عام 1961 حصل على الجائزة الأولى للحفر من المدرسة الوطنية العليا للفنون الجميلة في باريس. صدر له كتابين بعنوان (صورة ذاتية: تحولات الخط واللون)،(عين الرضا). مكنته موهبته من اختبار عدد من مدارس الرسم، كالرمزية والتجريبية والتكعيبية والتجريدية والانطباعية والتعبيرية.

## المسيرة المهنية
تخرج جرداق من الجامعة الأمريكية ببيروت، وانتسب للأكاديمية اللبنانية للفنون الجميلة مابين 1953-1975، تخرج منها ليلتحق بالمدرسة الوطنية العليا للفنون الجميلة بباريس، وأكاديمية (لاغراندشوميير). في عام 1963 درس في ميونخ ثم عاد إلى باريس، وأقام 3 معارض فنية. عاد إلى بيروت عام 1966 وأسس محترف الحفر النحاسي بكلبية الفنون في الجامعة اللبنانية، وعمل مدرساً للفن في الأكاديمية اللبنانية للفنون الجميلة. كما أقام عدة معارض في لبنان وخارجه.